# Skip Spence
Alexander Lee Spence, detto Skip (Windsor, 18 aprile 1946 – Santa Cruz, 16 aprile 1999), è stato un polistrumentista e cantautore canadese che ha trascorso gran parte della propria vita negli Stati Uniti e in particolare in California, noto per la sua collaborazione con i Jefferson Airplane, per essere stato il fondatore dei Moby Grape ed infine per aver intrapreso una breve carriera come solista.

## Biografia
Nacque a Windsor, Ontario, Canada, dove visse fino alla fine degli anni cinquanta, quando i genitori decisero di trasferirsi a San Jose, California. La sua carriera fu minata dalla dipendenza da droghe sommata a problemi di salute mentale. Un biografo lo descrisse come un uomo che "né morì giovane né ebbe la possibilità di trovare una via d'uscita". Durante il suo periodo d'attività sotto gli occhi dell'opinione pubblica, ebbe una forte influenza sulla musica alternativa e, principalmente sul folk psichedelico.

## Discografia
Con i Jefferson Airplane
- 1966 – Jefferson Airplane Takes Off
- 1974 – Early Flight (raccolta con inediti)
- 1992 – Jefferson Airplane Loves You (raccolta di inediti, outtakes, live e versioni alternative)

Con i Moby Grape
- 1967 – Moby Grape
- 1968 – Wow/Grape Jam
- 1969 – Moby Grape '69
- 1971 – 20 Granite Creek
- 1978 – Live Grape (live)
- 2009 – The Place and the Time (raccolta di inediti, demo, outtakes, versioni alternative e live)
- 2010 – Moby Grape Live (live)

Solista
- 1969 – Oar